# استان تمبورونگ
تمبورونگ (به لاتین(disambiguation): تمبورونگ) یک استان در کشور برونئی است که در شرقی‌ترین منطقه این کشور واقع شده‌است مرکز این استان شهر بنگر است.

### جغرافیا
این منطقه از شمال توسط خلیج برونئی و از شرق، جنوب و غرب توسط ساراواک، مالزی احاطه شده است رودخانه تمبورونگ از این ناحیه می گذرد و رودخانه سونگای پانداروان بخش غربی مرز با مالزی را تشکیل می دهد بلندترین نقطه بوکیت پاگون با ارتفاع 1850 متر (6070 فوت) است همچنین بلندترین نقطه کشور است اولین پارک ملی برونئی، پارک ملی اولو تمبورونگ، در جنوب منطقه تمبورونگ واقع شده است و 550 کیلومتر مربع (210 مایل مربع) از جنگل تمبورونگ را پوشش می دهد این پارک ملی دارای یک مرکز تحقیقات علمی به نام مرکز مطالعات میدانی جنگل های بارانی کوالابلالونگ است که فقط با قایق قابل دسترسی است25 هکتار (62 هکتار) از منطقه کوالا بلاانگ برای پروژه های تحقیقاتی سرمایه گذاری مشترک که توسط دانشگاه برونئی داروسلام، مطالعات میدانی کوالا بلاانگ و موسسه تحقیقات گرمسیری اسمیتسونیان انجام شده است، اختصاص داده شده است. آن را "تجربه جنگل های بارانی ملخ" می نامند و توسط بانکداری هنگ کنگ و شانگهای شرکت: برونئی تامین مالی می شود. یک مرکز محدود به بیرون نیز در داخل پارک ملی یافت می شود تمبورونگ 67 کیلومتر (42 مایل) جاده دارد که بنگر را به روستاهای داخلی متصل می کند. علاوه بر این، 54 کیلومتر (34 مایل) جاده دیگر روستاها را در داخل کشور به هم متصل می کند یک جاده جدید 30 کیلومتری (19 مایلی) که مناطق موآرا و تمبورونگ برونئی را به هم متصل می کند در مارس 2020 تکمیل شد14 کیلومتر (8.7 مایل) این جاده از خلیج برونئی می گذرد.

### مدیریت
مدیریت منطقه بر عهده دفتر استان تمبورونگ (اداره منطقه تمبورونگ)، یک اداره دولتی زیر نظر وزارت امور داخله است. 

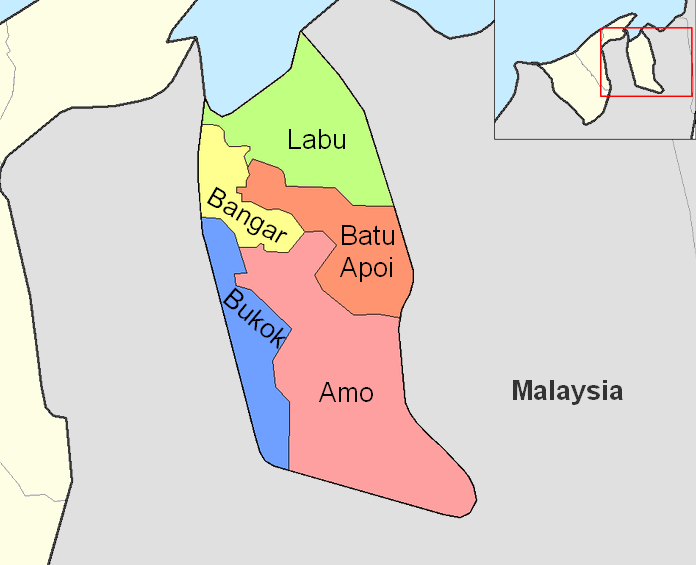
مقیم های منطقه تمبورونگ

منطقه تمبورونگ به پنج موکیم تقسیم می شود:
- امو مقیم
- مقیم بنگر
- مقیم باتو آپوی
- مقیم بوکوک
- مقیم لابو

### جمعیت شناسی
منطقه تمبورونگ کم جمعیت ترین ناحیه در برونئی است طبق به‌روزرسانی سرشماری سال ۲۰۱۶،  جمعیت این کشور ۱۰۲۵۱ نفر بوده و حدود ۲.۵ درصد از کل جمعیت کشور را تشکیل می‌دهد 52.2 درصد مرد و 47.8 درصد زن بودند. ترکیب نژادی به شرح زیر بود: 65.7% مالایی، 10.3% چینی و 24% غیر از نژادهای فوق الذکر بودند. از نظر وضعیت اقامت 80.7 درصد شهروند، 12 درصد ساکن دائم و 7.3 درصد ساکن موقت بوده اند از نظر مذاهب، 73.3 درصد مسلمان، 13 درصد مسیحی، 1.3 درصد بودایی و 12.4 درصد غیر از ادیان فوق الذکر یا بی دین بودند. گروه های سنی به شرح زیر است: 22 درصد 14 سال به پایین، 19.1 درصد 15 تا 24 سال، 52.3 درصد 25 تا 64 سال و 6.5 درصد 65 سال به بالا بودند. جمعیت غالباً روستایی است، به طوری که 93.9٪ در مناطق روستایی زندگی می کردند در حالی که 6.1٪ در مناطق شهری سرشماری همچنین 2007 خانوار را در 1894 مسکن در این ولسوالی ثبت کرد در سال 2020، جمعیت ناحیه به 11200 نفر افزایش یافته است.

### گردشگری
جنگل بکر هنوز هم بیشتر منطقه را در بر می گیرد این منجر به توسعه فشرده صنعت اکوتوریسم در منطقه تمبورونگ می شود. رویدادهای تبلیغاتی اکوتوریسم مانند  ("تعطیلات تمبورونگ ") در پایان سال 2008 توسط گروه گردشگری محلی معروف به ("کشور خود را بشناسید") راه‌اندازی شد تا تشویق شود. مردم محلی و گردشگران از کشورهای خارجی برای سفر به منطقه تمبورونگ  این رویداد تبلیغاتی شروعی برای پروژه قلب بورنئو در مجاورت برونئی است.